# Leptomiza apoleuca
Leptomiza apoleuca är en fjärilsart som beskrevs av Eugen Wehrli 1940. Leptomiza apoleuca ingår i släktet Leptomiza och familjen mätare. Inga underarter finns listade i Catalogue of Life.